# Le Jardin de Vaucresson
Le Jardin de Vaucresson est un tableau du peintre français Édouard Vuillard, membre fondateur du mouvement Nabi. Ce tableau se trouve aujourd'hui au Metropolitan Museum of Art de New York.